# Lucien Junillon
Lucien Junillon, né le 31 octobre 1909 à Étoile-sur-Rhône (Drôme) et mort le 29 octobre 1984 dans le 7e arrondissement de Paris, est un homme politique français.

## Biographie
C'est au terme de nombreuses années d'engagement politique et un peu par hasard que Lucien Junillon accède à un mandat parlementaire. Natif de la Drôme il intègre l'administration des PTT après des études primaires supérieures. Il gravit un à un les échelons de la carrière postale : simple fonctionnaire, puis receveur des postes à Saint-Paul-lès-Romans dans la Drôme, il achève son parcours comme administrateur hors classe des PTT. Il adhère à la SFIO en 1933.
Féru de questions économiques et administratives, Lucien Junillon publie un ouvrage consacré à La concentration économique en France à la veille de la Seconde guerre mondiale.
Après la défaite de l'été 1940, il s'engage assez vite dans la résistance intérieure au sein du réseau F2, ce qui lui vaut à la Libération d'être décoré de la Légion d'honneur, de la Croix du combattant volontaire, de la Médaille de la résistance et de la Médaille de la Résistance polonaise en France. Lucien Junillon entre au cabinet de Félix Gouin , président du Gouvernement provisoire en 1946. Proche de Jules Moch, il devient son collaborateur de 1946 à 1948, d'abord au ministère des Travaux publics, puis au ministère des Affaires économiques et enfin à l'Intérieur.
Il est élu conseiller de l'Union française par le Conseil de la République  le 10 septembre 1948, sous l'étiquette SFIO. Il préside la commission de la justice de l'Assemblée de l'Union française pendant plusieurs années. Son intérêt pour les questions d'Outre-mer n'éloigne pas Lucien Junillon de sa terre natale, mais c'est sans succès qu'il se présente aux élections cantonales du 7 octobre 1951 dans le canton de Romans-sur-Isère. Il est cependant élu conseiller municipal de cette petite ville drômoise en 1953.
Parallèlement à son engagement politique, il continue de s'intéresser très précisément à la réforme de l'État et de son administration. Membre du comité de rédaction de L'Administration moderne, puis de La Revue administrative, Lucien Junillon imagine dès 1955 un projet de réforme de la Radio-télévision française. Ces activités l'amènent à rencontrer souvent Michel Debré, alors sénateur d'Indre-et-Loire, et à nouer avec lui des relations de confiance, malgré leurs divergences politiques. Conscient des faiblesses de la IVe République, Lucien Junillon travaille à un projet de réforme constitutionnelle avant les événements de mai 1958. À l'été 1958, dans le contexte de la préparation d'une nouvelle Constitution, il propose de réformer le statut des magistrats français.
Aux élections législatives de novembre 1958, il est désigné comme suppléant du candidat socialiste dans la troisième circonscription de la Drôme : le siège est finalement enlevé par un membre du Centre national des indépendants et paysans. Sa proximité avec Michel Debré permet à Lucien Junillon d'entrer au Conseil économique et social en 1959. Il s'y montre très actif et dépose notamment un rapport sur l'Equipement français en télécommunications en 1963.
Sollicité par l'ancien ministre des colonies Marius Moutet , il accepte d'être son suppléant pour les élections sénatoriales du 23 septembre 1962. Le duo qu'ils forment obtient la confiance de 490 électeurs sur 847 au second tour de scrutin.
À l'occasion des élections présidentielles de décembre 1965, Lucien Junillon enfreint la discipline de la SFIO en appelant à voter pour le général de Gaulle  dès le premier tour : les instances socialistes prononcent alors son exclusion. Comme André Philip, il fait alors figure d'homme de gauche gaulliste, plutôt que de gaulliste de gauche. Il s'associe à Yvon Morandat, alors président des Charbonnages de France et ancien responsable de l'Action ouvrière au RPF, pour fonder le Front travailliste en 1966. Ce mouvement entend s'appuyer sur cette partie de l'électorat ouvrier ayant préféré Charles de Gaulle à François Mitterrand en décembre 1965.
Doyen du Sénat, Marius Moutet meurt à Paris à l'automne 1968, après avoir siégé au Parlement pendant quarante-cinq ans. Son suppléant Lucien Junillon est proclamé sénateur le 30 octobre 1968.
Il est nommé membre de la commission des affaires économiques et du plan où il demeure jusqu'en 1971. Sa position singulière sur l'échiquier politique le pousse à siéger au Sénat parmi les non-inscrits.
Les débuts de l'élu drômois sont assez discrets au Palais du Luxembourg. Il intervient pour la première fois le 21 novembre 1970 lors de la discussion du budget des Postes et Télécommunications. À mesure qu'approchent les élections sénatoriales de 1971, il se montre plus actif. Désigné comme rapporteur du projet de loi relatif à l'amélioration des essences forestières en avril et de la proposition de loi tendant à adapter le corps des lieutenants de louveterie à l'économie moderne en juin 1971, il dépose également deux propositions de loi visant à améliorer les ressources financières des communes, en assujettissant notamment les canalisations pour le transport de produits chimiques ou hydrocarbures à une redevance locale.
Lucien Junillon sollicite le renouvellement de son mandat à l'occasion des élections sénatoriales du 26 septembre 1971. Malgré le soutien des Gaullistes et des Indépendants au second tour, il n'obtient que 432 suffrages sur 943. Les socialistes Maurice Pic, président du Conseil général, et Maurice Vérillon sont alors élus sénateurs de la Drôme. Au lendemain de cette défaite, Lucien Junillon se retire progressivement de la vie publique .

## Détail des fonctions et des mandats
Mandat local
- Conseiller municipal de Romans-sur-Isère

Mandat parlementaire
- 30 octobre 1968 - 1er octobre 1971 : Sénateur de la Drôme